# Terriglobus albidus
Terriglobus albidus es una bacteria gramnegativa del género Terriglobus. Fue descrita en el año 2015. Su etimología hace referencia a blanco. Es aerobia e inmóvil. Tiene un tamaño de 0,7-0,9 μm de ancho por 1,1-2,5 μm de largo. Catalasa y oxidasa positivas. Forma colonias redondas, lisas, convexas, opacas y blancas tras 1 semana de incubación. Temperatura de crecimiento entre 10-42 °C, óptima de 28-37 °C. Tiene un tiempo de duplicación de 6,1 horas. Tiene un genoma de 6,4 Mpb y un contenido de G+C de 58,5%. Se ha aislado de suelo arenoso en el Kalahari, Mashare, Namibia. 